# Germund Dahlquist

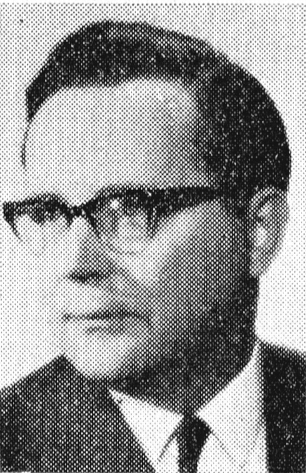
Germund Dahlquist

Germund Dahlquist (* 16. Januar 1925 in Uppsala; † 8. Februar 2005 in Stockholm) war ein schwedischer Mathematiker aus dem Bereich der numerischen Mathematik. Er leistete bahnbrechende Beiträge zur Theorie der numerischen Lösung von Anfangswertproblemen, insbesondere zum Thema Stabilität.

## Leben
Seine Karriere als angewandter Mathematiker, ebenso seine Beschäftigung mit Stabilität, begann 1949 am Matematikmaskinnämnden, wo er mit dem schwedischen Computer BESK zu tun hatte und Wettervorhersagen machte.
Dahlquist promovierte 1958 an der Universität Stockholm über Stability and Error Bounds in the Numerical Integration of Ordinary Differential Equations. Hier führte er die logarithmischen Normen ein und bewies ferner die erste Dahlquist-Barriere über lineare Mehrschrittverfahren. Sein Betreuer war Fritz Carlson, Lars Hörmander der Zweitgutachter.
1963 wurde er Professor an der Königlich Technischen Hochschule Stockholm auf dem ersten schwedischen Numeriklehrstuhl, wo er das Numerikinstitut NADA aufbaute. Diesen Lehrstuhl hatte Dahlquist bis zu seinem Tod inne. Im Laufe seiner Karriere hatte er 31 Doktoranden.
Im selben Jahr veröffentlichte er sein Paper, in dem er die A-Stabilität einführte, eine der meistzitierten Veröffentlichungen in der numerischen Mathematik. Der Artikel enthält ebenfalls einen Beweis der zweiten Dahlquist-Barriere, die besagt, dass ein A-stabiles lineares Mehrschrittverfahren nie von höherer Ordnung als zwei sein kann.
1975 führte er den Begriff der G-Stabilität ein, der die nichtlineare Stabilitätsanalyse von Runge-Kutta-Verfahren erlaubte.
1978 veröffentlichte Dahlquist einen neuen Beweis der zweiten Dahlquist-Barriere mittels der linearen Testgleichung {\displaystyle {\dot {y}}=-\lambda y}, die die Theorie zu einem Abschluss führte. Die lineare Testgleichung wird häufig auch Dahlquist-Gleichung genannt.
1994 erhielt er die Ehrendoktorwürde der Universität Helsinki, ebenso war er Ehrendoktor der Universitäten Hamburg und Linköping. Seit 1965 war er Mitglied der Königlich Schwedischen Akademie der Ingenieurwissenschaften.
Ihm zu Ehren führte die SIAM 1995 den Dahlquist-Preis ein, der alle zwei Jahre jungen Wissenschaftlern bis 45 für wissenschaftliche Errungenschaften in Gebieten, die mit Dahlquist zu tun haben, verliehen wird.

## Schriften (Auswahl)
- A Special Stability Problem for Linear Multistep Methods. In: BIT Numerical Mathematics. Bd. 3, Nr. 1, 1963, S. 27–43, doi:10.1007/BF01963532.
- On accuracy and unconditional stability of linear multistep methods for second order differential equations. In: BIT Numerical Mathematics. Bd. 18, Nr. 2, 1978, S. 133–136, doi:10.1007/BF01931689.
- mit Åke Björck: Numeriska metoder. Gleerup, Lund 1969, (In deutscher Sprache: Numerische Methoden. Oldenbourg, München u. a. 1972, ISBN 3-486-33851-X).
- mit Åke Björck: Numerical methods in scientific computing. Band 1, Society for Industrial and Applied Mathematics, Philadelphia PA 2008, ISBN 978-0-89871-644-3.